# Periaeschna lebasi
Periaeschna lebasi – gatunek ważki z rodziny żagnicowatych (Aeshnidae). Opisał go w 1930 roku Longinos Navás w oparciu o pojedynczy okaz – samicę odłowioną w dystrykcie Dardżyling w północno-wschodnich Indiach. Więcej przedstawicieli tego gatunku nie odkryto i jego istnienie jest podawane w wątpliwość, tym bardziej że większość taksonów ważek opisanych przez tego autora jako nowe gatunki została później zsynonimizowana z wcześniej opisanymi gatunkami. Na World Odonata List takson ten od 2023 roku ma status nomen nudum.